# Podrostyniec
Podrostyniec – część wsi Orzeszkowo w Polsce położona w województwie podlaskim, w powiecie hajnowskim, w gminie Hajnówka.
W latach 1975–1998 Podrostyniec administracyjnie należał do województwa białostockiego.